# Corregimiento de Tondó
El corregimiento de Tondó fue una división administrativa histórica de Filipinas situada en la isla de Luzón, la más importante, hallándose en ella el centro político del archipiélago, residencia del gobierno supremo de la colonia, capitanía general, audiencia territorial, sede arzobispal y tribunales superiores.
En la actualidad su capital, Tondó, es uno de los barrios de Manila.
Su territorio abarca el antiguos reinos de Tondó y de Manila.
En 1898, antes de la ocupación norteamericana, se denominaba provincia de Manila comprendiendo la ciudad de Manila y otros 23 municipios.
El antiguo corregimiento fue incorporado a la provincia de Rizal en 1901.

## Geografía
A principios del siglo XIX la provincia de Tondó es corregimiento, en cuyo territorio se hallala plaza y ciudad de Manila; comprendiendo su jurisdicción veintinueve pueblos, y veintiocho leguas de circunferencia.

"...Entrando por la Barra de Manila, y costeando ambas orillas de Estero de Binondo, como al Noroeste, se halla a corta distancia el pueblo de Tondó, cabecera de esta provincia. Desde aquí siguiendo al Norte quarta al Noroeste, por el Estero nombrado de Tondó, y dejando al Oeste la Barra de Bacuray (que es una boca a la Bahía de Manila, que se comunica con el referido Estero) se halla a cinco millas el pueblo de Tambobes que es el mas al Oeste de este Partido; confinante con la Población de Polo de la Provincia de Bulacán..."

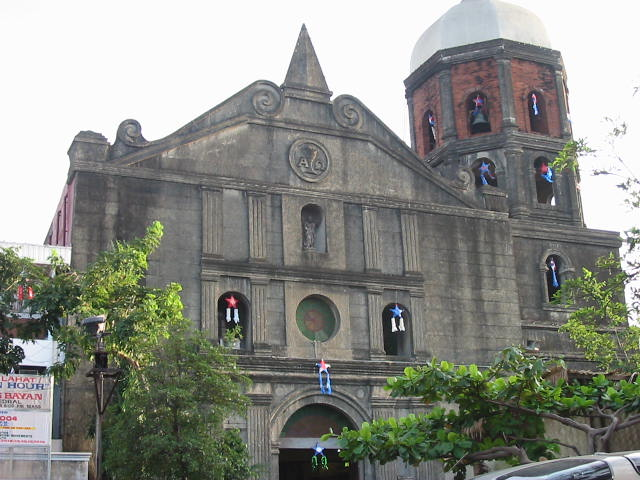
Iglesia-Catedral de San Andrés en Parañaque.

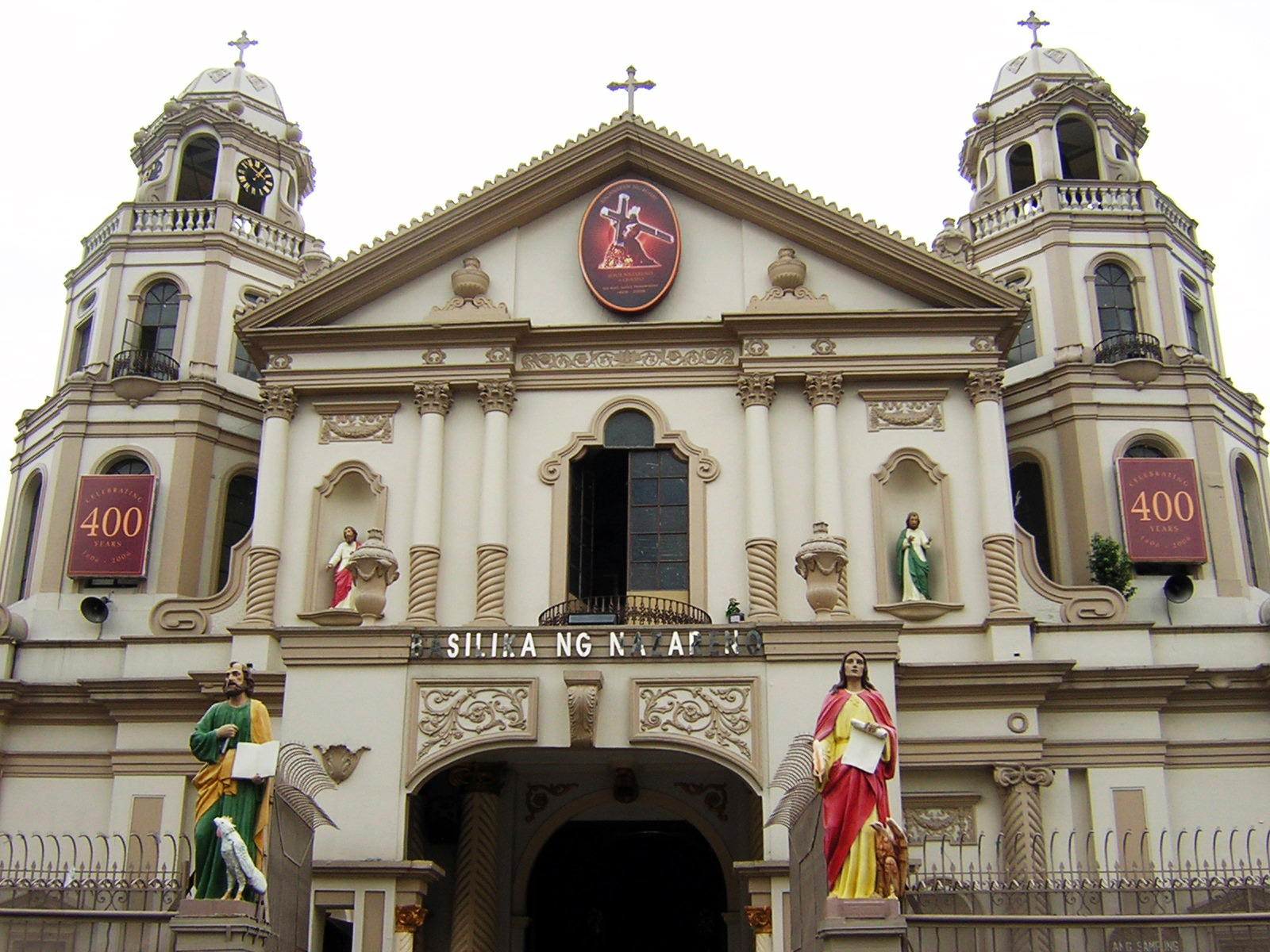
Iglesia de Quiapo.

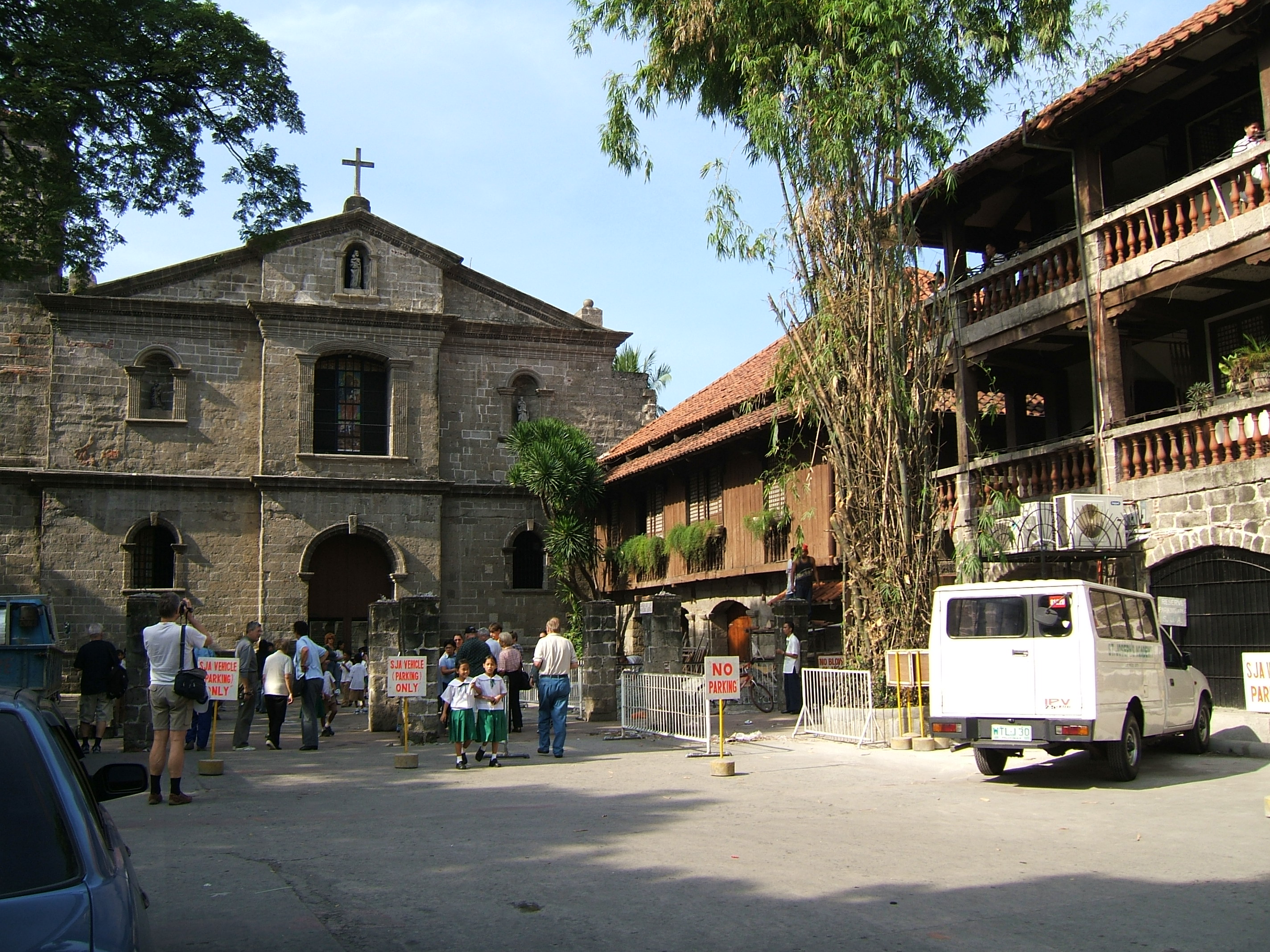
Iglesia de San José en Las Piñas.

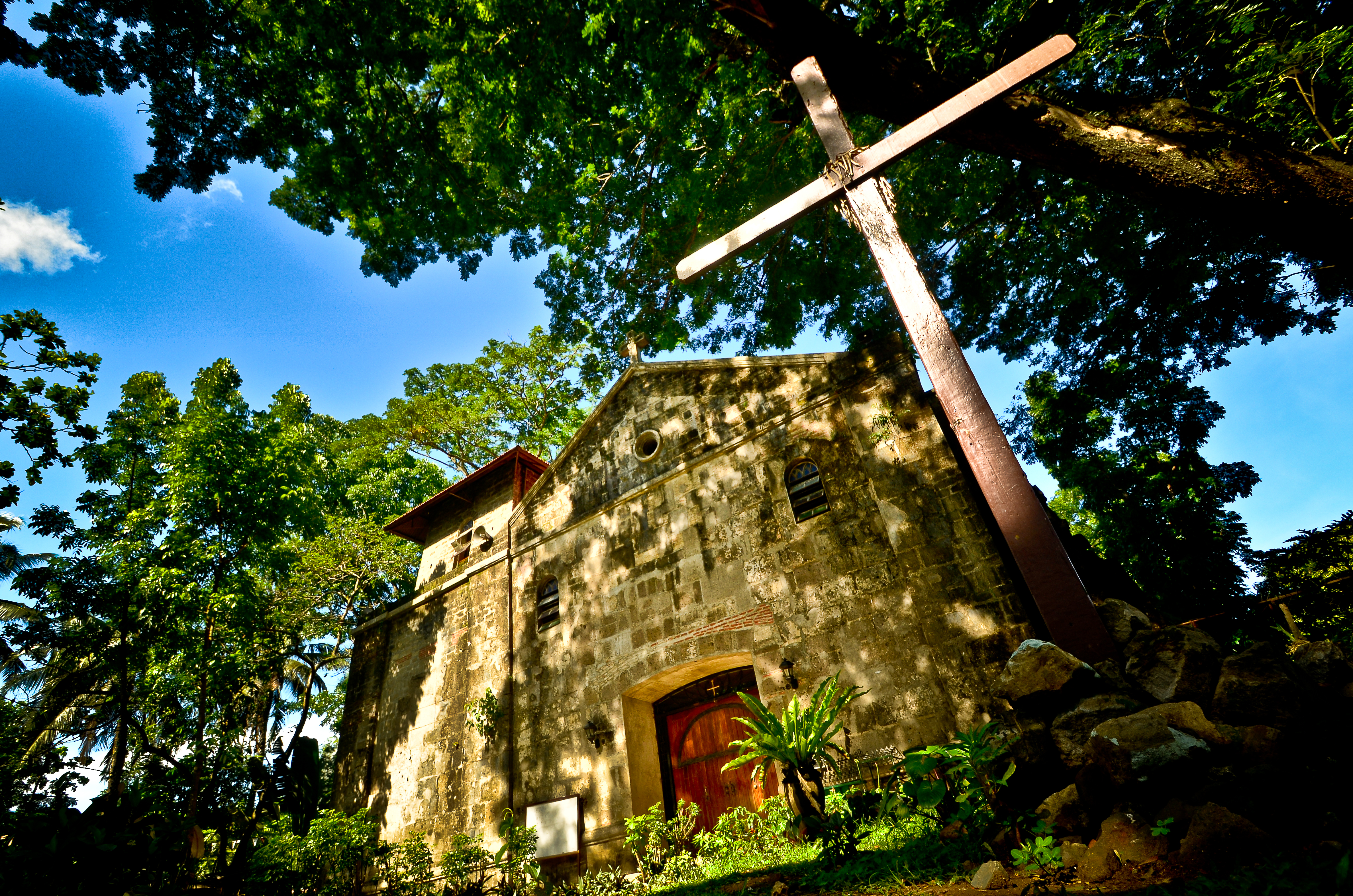
Iglesia de Bosoboso.

"...Colocándose en la Barra de Manila corre esta Provincia costeando hacia el Sur la Bahía, en cuya costa de hallan los pueblos de Ermita, Malate, Parañaque, y Las Piñas, confinando este con Bacolor Población de la Jurisdicción de Cavite; queda a las Espaldas Pasay, y, San Fernando de Paco o Dilao..."

"...Por el mismo Pueblo de Parañaque desemboca en la Bahía el pequeño Río llamado Tripa de Gallina a causa de las muchas sinuosidades, que forma en su Curso. Este Rio es un ramo del de Pasig (que baxa de la Laguna de Bay) y principia a tener su Curso separado entre los pueblos de Pandacán y Santa Ana, dexando aislado todo el territorio de Manila..."

"...Navegando por el Rio de Pasig desde la Barra de Manila hacia su origen, llega la Jurisdicción de esta Provincia, hasta la Laguna de Bay, con varios pueblos a la Riveras del mismo Rio comprehendiendo al mismo tiempo los montes de Paynaan, San Ysidro, San Mateo y otros; y por cuya parte confina con la citada Provincia de Bay, la qual empieza con su Laguna desde San Pedro Tunasán; y por el este y por el Norte con la Provincia de Nueva Écija ..."
Tondo, Yldefonso de Aragón.

Situada sobre la bahía de Manila, confinando por el este con el Corregimiento de Nueva Écija y la Alcaldía Mayor de Laguna de Bay; por el sur con la misma alcaldía de La Laguna y Gobierno de Cavite; por el oeste con la Alcaldía Mayor de Bataán en la mencionada bahía; y por el norte con la Alcaldía Mayor de Bulacán.
El idioma de esta provincia es el tagalo propio de su pueblo indígena, pero confundido con innumerables emigrantes procedentes de las demás provincias del archipiélago, con muchos chinos y mestizos.

### Sus veintinueve pueblos
| - Tondó (hoy Distrito de Manila). - Tambobon (hoy Ciudad de Malabón en el Tercer Distrito 137502). - Binondo (hoy Distrito de Manila). - Santa Cruz (hoy Distrito de Manila). - Caloocan (hoy Ciudad del Tercer Distrito 137501). - Quiapo (hoy Distrito de Manila). - San Sebastián. - San Miguel (hoy Distrito de Manila). - San Antón. - Sampaloc (hoy Distrito de Manila). - Hermita (hoy Distrito de Manila). - Malate (hoy Distrito de Manila). | - Pásay (hoy Ciudad del Cuarto Distrito 137605). - Parañaque (hoy Ciudad del Cuarto Distrito 137604). - Las Piñas (hoy Ciudad del Cuarto Distrito 137601). - Pandacán (hoy Distrito de Manila). - San Fernando de Paco o de Dilao (hoy Distrito de Manila). - Santa Ana (hoy Distrito de Manila). - San Pedro Macati (hoy Ciudad del Cuarto Distrito 137602). - Pásig (hoy Ciudad del Segundo Distrito 137403). | - Pateros (hoy Ciudad del Cuarto Distrito 137606). - Taguig (hoy Ciudad del Cuarto Distrito 137607). - Munting - Lupa (hoy Ciudad del Cuarto Distrito 137603). - Taytay (hoy municipio de la provincia de Rizal 045813). - Cainta (hoy municipio de la provincia de Rizal 045805). - Antipolo (hoy ciudad de la provincia de Rizal 045802). - San Mateo (hoy municipio de la provincia de Rizal 045802). - Mariquina (hoy Ciudad del Segundo Distrito 137402). - Bosoboso (hoyAntipolo) |

## Demografía
En el año 1753 contaba con unas 31.803 almas, aumentando a principios del siglo XIX a más de 100.000, 149.931, que habitaban en 29 pueblos, el año 1818. En 1845 ya son 254.013.

## Historia

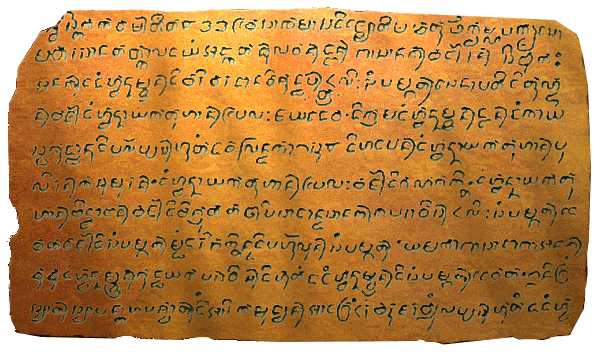
Laguna Copperplate Inscription (c. 900)

El Reino de Tondo, también conocida como Tundo, Tundun, Tundok, Lusung, fue su antecedente histórico, siendo la Inscripción Laguna el registro histórico más antiguo de Filipinas.
En el siglo XVI sólo existían dos pequeñas poblaciones: Manila, que estaba situada a la orilla izquierda del río Pasig, y Tondó situada en la orilla derecha.
Al constituirse la Diputación Provincial de las Islas Filipinas en 1813, este corregimiento de Tondó es uno de los once partidos en que se divide la provincia de Manila, figurando la Plaza de Manila como otro partido más.
A finales del siglo XIX pasa a denominarse provincia de Manila con una extensión superficial de 684 km² y 400.392 habitantes, distribuidos entre la capital, que tiene 11 arrabales y 20 pueblos.